# Harivansh Rai Bachchan
Harivansh Rai Shrivastav, detto Bachchan (Patti, 27 novembre 1907 – Nuova Delhi, 18 gennaio 2003), è stato un poeta indiano, esponente di spicco del movimento letterario Chhayavaad, il neo-romanticismo della letteratura hindi.

## Biografia
Nacque nel villaggio di Patti, nel distretto di Pratapgarh, nell'odierno Uttar Pradesh. A casa veniva chiamato Bachchan (ovvero bambino), e questo soprannome gli rimase.
Studiò alle scuole pubbliche della città; frequentò poi due università, la Allahabad University e la Banaras Hindu University, dove entrò in contatto col movimento indipendentista di Gandhi. Nel 1930 lasciò l'università per dedicarsi alla politica, ma ritornò presto sui suoi passi. Nel 1926 si era frattanto sposato, ma la moglie morì di tubercolosi dieci anni più tardi.
Nel 1941 si risposò con una donna sikh, Teji Suri, da cui avrà due figli: Ajithab e Amitabh, futura stella di Bollywood. Nell'anno del matrimonio cominciò ad insegnare alla Allahabad University, dove rimase fino al 1952, quando si trasferì a Cambridge dove conseguì il PhD in letteratura inglese con una tesi su William Butler Yeats e l'occultismo. Fu in occasione di questo lavoro che utilizzò Bachchan in luogo del cognome Shrivastav. Tornato in India, continuò ad insegnare.
Nel 1955 si trasferì a Delhi, dove fu impiegato per dieci anni al ministero degli esteri, e coinvolto nella promozione della lingua hindi come lingua ufficiale del paese.
Nel 1966 fu nominato membro del Rajya Sabha, la camera alta del parlamento indiano.

### Opere
La sua opera più nota è il poema Madhushala (मधुशाला), pubblicato per la prima volta nel 1935, che gli diede una grande fama. Il poema fu anche musicato, e tradotto in diverse lingue del subcontinente, compreso l'inglese. Fa parte di una trilogia, completata da Madhubala (मधुबाला, 1936) e Madhukalash (मधुकलश, 1937).
Tra le altre opere si possono citare Nisha Nimantran (निशा निमंत्रण), Khadi Ke Phool (खादी के फूल), Ekant Sangeet (एकांत संगीत) e Satrangini (सतरंगिनी). Nel novembre del 1984, scrisse il suo ultimo poema Ek November 1984, sull'assassinio di Indira Gandhi.
Ha scritto un'autobiografia in quattro volumi, Kya bhooloon kya yaad karoon (क्या भूलूं क्या याद करूं), Need ka nirmaan fir (नीड़ का निर्माण फिर), Basere se door (बसेरे से दूर) e Dashdwaar se sopaan tak (दशद्वार से सोपान तक), con cui si aggiudicò nel 1991 il premio Saraswati Samman.
Accanto all'opera di poeta (con circa 30 volumi pubblicati), Bachchan fu anche un noto traduttore: fece conoscere in hindi William Shakespeare (tradusse Macbeth ed Otello), William Butler Yeats e ʿOmar Ḫayyām. Tradusse in hindi anche il Bhagavad Gita.